# Brachioxena
Brachioxena är ett släkte av fjärilar. Brachioxena ingår i familjen vecklare.
Kladogram enligt Catalogue of Life:
| Brachioxena | \| \| Brachioxena pakistanella \| \| \| \| \| \| Brachioxena psammacta \| \| \| \| |
|             | \| \| Brachioxena pakistanella \| \| \| \| \| \| Brachioxena psammacta \| \| \| \| |
|             | Brachioxena pakistanella                                                           |
|             |                                                                                    |
|             | Brachioxena psammacta                                                              |
|             |                                                                                    |